# Ivan Alekszandrovics Goncsarov
Ivan Alekszandrovics Goncsarov (orosz betűkkel: Иван Александрович Гончаров; Oroszország, Szimbirszk (mai nevén: Uljanovszk), 1812. június 18. – Szentpétervár, 1891. szeptember 27.) orosz író, legismertebb regénye az Oblomov.

## Élete

### Pályafutása
Gazdag kereskedőcsaládból származott. Tanulmányait Moszkvában végezte, 1822–1830 között kereskedelmi, majd 1831–1834 között filológiai ismereteket szerzett. Különféle állami hivatalokban dolgozott. Irodalmi cenzor 1855–1860, 1862–1863 között a Szevernaja Pocsta című lap főszerkesztője. Verseket, regényrészleteket, elbeszéléseket fordított, majd a fiziológiai elbeszélésben bizonyított. Nyikolaj Majkov festő segítségével ismerkedett meg a kor liberális művészeivel, értelmiségével. Egy világ körüli utazást kivéve élete eseményekben szegény volt. Élete végén visszavonultságában már csak irodalmi tanulmányokat írt.

### Művei
- Ivan Szavvics Podzsabrin – 1842
- Obiknovennaja isztorija – 1847 – Hétköznapi történet
- Oblomov – 1848 – nemesi kúriák világa
- Fregat Pallada – 1858 – A Pallasz fregatt (útirajz)
- Obriv – 1869 – Szakadék
- Lucsse pozdno, csem nyikogda – 1879 – Jobb későn, mint soha (Kritikai jegyzetek)

## Magyarul
- Oblomov, 1-2.; ford. Szabó Endre; Révai, Bp., 1906 (Klasszikus regénytár)
- Oblomov, 1-2. köt.; ford. Szerelemhegyi Ervin; Gábor Áron, Bp., 1944 (A világirodalom titánjai)
- Hétköznapi történet; ford. Trócsányi Zoltán; Franklin Ny., Bp., 1949 (A világirodalom remekei)
- A "Pallada" fregatt; ford. Trócsányi György; Művelt Nép, Bp., 1952
- Oblomov; ford. Németh László; Új Magyar Kiadó, Bp., 1953 (Orosz remekírók)
- Szakadék; ford. Gellért György; Új Magyar Kiadó, Bp., 1954 (Orosz remekírók)
- Hétköznapi történet; ford. Tábor Béla, utószó Lukácsy Sándor; Új Magyar Kiadó, Bp., 1955 (Orosz remekírók)
- Hétköznapi történet; Goncsarov regényéből dramatizálta Viktor Rozov, ford. Landler Mária; Színháztudományi Intézet, Bp., 1967 (Világszínház)
- A letűnt század szolgái; ford. Gasparics Gyula, Nyíri Éva, Röhrig Eszter, utószó Röhrig Eszter; Európa, Bp., 1987